# Louis Adrien Huart

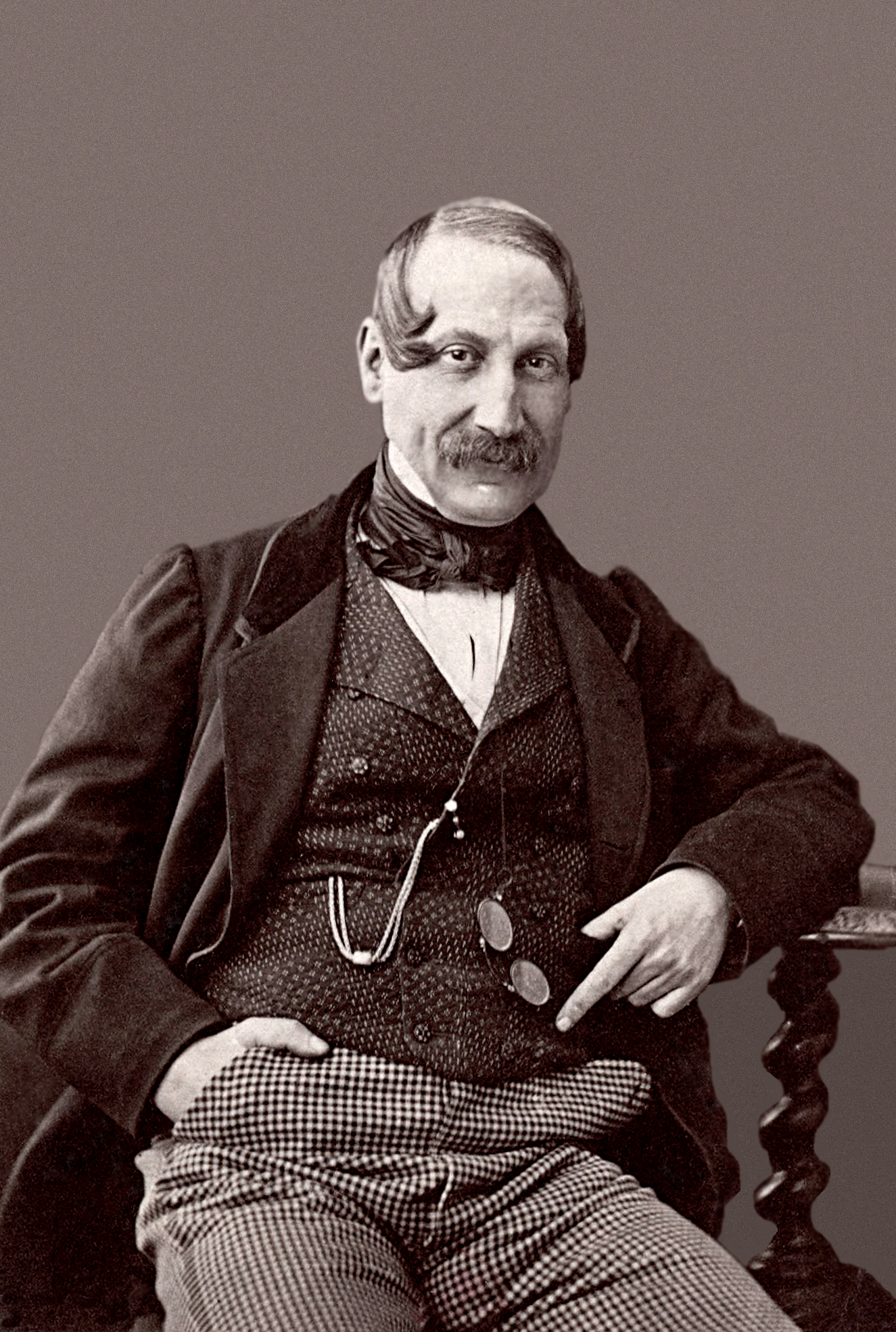
Louis Adrien Huart

Louis Adrien Huart (* 1. Januar 1813 in Trier; † 10. Dezember 1865 in Paris) war ein französischer Journalist, Schriftsteller und Theaterdirektor.

## Leben

### Der Journalist
Sein Vater Jacques Prosper Huart, Kassierer bei der Hauptsteuerkasse in Trier, übersiedelte nach dem Zusammenbruch des Empire 1814 mit seiner Familie nach Metz. Nach dem Besuch des Lyzeums ging Louis Adrien nach Paris, um Jura zu studieren, schlug sich stattdessen aber lieber als Journalist durch, so zunächst beim Moniteur du commerce. Ab 1835 schrieb er für den Charivari, der führenden französischen oppositionellen satirischen Tageszeitung, deren emsigster Redakteur er werden sollte. In seinen täglichen Theater- und Literaturkritiken sowie Satiren zum politischen Tagesgeschehen näherte er sich ständig der durch die Zensur gesetzten Grenze, ohne sie jedoch jemals zu überschreiten. Viele Bildlegenden zu Lithographien von Honoré Daumier u. a. entstammten seiner Feder. Seit 1848 Chefredakteur des Charivari, wurde er später bis zu seinem Tode auch dessen Herausgeber. Er hat sich um die Entdeckung und Förderung junger Nachwuchstalente verdient gemacht, Henri Rochefort z. B. hat er – wie dieser selbst schrieb – vor einer Anstellung als Beamter bewahrt.

### Der Schriftsteller
Neben der Tätigkeit für weitere, vorwiegend illustrierte satirische Journale (Journal amusant, Musée pour rire, L’Artiste, Cabinet de lecture, Comic almanach, Almanach pour rire, Etrangers à Paris), debütierte er 1834 als Schriftsteller. Mit beißendem, aber niemals verletzendem Humor nahm er zwischen 1839 und 1841 zeitgenössische Berühmtheiten in der Galerie de la presse, de la littérature et des beaux-arts aufs Korn. Neben mehreren Bühnenstücken sind seine kleineren kurzweiligen Pariser Sittenschilderungen hervorzuheben, die 1841–1842 unter dem Rahmentitel Physiologies erschienen und den Nerv der Zeit trafen. Der überaus große Erfolg dieser und der übrigen Produktionen ergab sich nicht zuletzt aus der fruchtbaren Zusammenarbeit mit führenden Illustratoren (z. B. Grandville, Daumier, Gavarni) und Schriftstellern (z. B. Philipon, Delord) aus dem Charivari-Umfeld.

### Der Theaterdirektor
Seit 1849 leitete er mit Michel Altaroche das staatliche Odéon-Theater. 1855 gründete er das Les Folies-Nouvelles, das er 1859 an den Komponisten Eugène Déjazet verkaufte. Die Pocken setzten dem überaus geschäftigen Huart ein Ende. Seine Freunde verehrten ihn als einen anständigen Menschen, bescheiden und hilfsbereit. Dabei soll er von einer solch extremen Liebenswürdigkeit gewesen sein, wie man sie aufgrund seines starren Mienenspiels niemals vermutet hätte.

## Werke
- Quand on a vingt ans, histoire de la rue Saint-Jacques. Paris 1834
- Physiologie de l’étudiant. Paris 1841
- Physiologie du garde national. Paris 1841
- Physiologie du flâneur. Aubert & Lavigne, Paris 1841;
  - Flaneurs & Idlers, herausgegeben und eingeleitet von Margaret A. Rose: Flaneurs & Idlers, a panonoramatic overview. Nachdruck der Ausgabe 1841 (= Aisthesis-Archiv, Band 8), Aisthesis, Bielefeld 2007, ISBN 978-3-89528-640-7 (zusammen mit dem Werk: Albert Smith: Natural History of Idler upon the Town, Bogue, London 1848,  (Texte teilweise englisch und französisch)).
- Physiologie de la grisette. Paris 1841
- Physiologie du médecin. Paris 1841
- Musée Dantan, galerie des charges et croquis des célébrités de l’époque. Paris 1839.
- Parodie du juif errant, complainte constitutionelle en dix parties. (mit Charles Philipon) Paris 1844/45
- Messieurs les Cosaques. (mit Taxile Delord und Clément Caraguel). 2 Bde. Paris 1854.
- mit Ernest Blum: Mémoires de Rigolboche, mit Louis Huart, 1860; als: (= Edition Corvey, Französischsprachige Belletristik),  Mikrofilmkopie, Belser wissenschaftlicher Dienst, Wildberg 1989–1990, ISBN 3-628-59621-1[2].